# Finale del campionato europeo maschile di calcio 1964
La finale del campionato europeo di calcio 1964 si tenne il 21 giugno 1964 allo stadio Santiago Bernabéu di Madrid tra le nazionali di Unione Sovietica e Spagna, che si aggiudicò l'incontro per 2-1.

## Le squadre
| Squadre          | Finali disputate in precedenza (il grassetto indica la vittoria) |
| ---------------- | ---------------------------------------------------------------- |
| Spagna           | Nessuna                                                          |
| Unione Sovietica | 1 (1960)                                                         |

## Antefatti
La Spagna raggiunge la fase finale del torneo superando la Romania per 7-3 grazie al 6-0 dell'andata nonostante la sconfitta per 1-3 nella partita di ritorno. Nel ritorno degli ottavi di finale batte l'Irlanda del Nord per 1-0 dopo che la partita di andata terminò in pareggio mentre in semifinale travolge per un complessivo di 7-1 l'Irlanda.
L'Unione Sovietica campione in carica ottiene direttamente la qualificazione agli ottavi di finale in cui supera l'Italia e successivamente fa lo stesso contro la Svezia nei quarti di finale

## Cammino verso la finale
Nella fase finale in Spagna i padroni di casa battono l'Ungheria ai supplementari mentre l'Unione Sovietica batte 3-0 la Danimarca raggiungendo per la seconda volta di fila la finale del torneo continentale 

### Tabella riassuntiva del percorso
Note: In ogni risultato sottostante, il punteggio della finalista è menzionato per primo.
| Spagna     | Spagna    | Spagna    | Spagna    | Turno                       | Unione Sovietica | Unione Sovietica | Unione Sovietica | Unione Sovietica |
| ---------- | --------- | --------- | --------- | --------------------------- | ---------------- | ---------------- | ---------------- | ---------------- |
| Avversario | Risultato | Risultato | Risultato | Fase a eliminazione diretta | Avversario       | Risultato        | Risultato        | Risultato        |
| Ungheria   | 2-1 (dts) | 2-1 (dts) | 2-1 (dts) | Semifinali                  | Danimarca        | 3-0              | 3-0              | 3-0              |

## Tabellino
| Arbitro: | Arthur Holland |

|                         |           |              |
| Pereda 6’ Marcelino 84’ | Marcatori | 8’ Khusainov |

| Spagna | Unione Sovietica |

| P               | 1  | José Ángel Iribar  |
| D               | 2  | Feliciano Rivilla  |
| D               | 3  | Ferran Olivella    |
| D               | 4  | Isacio Calleja     |
| C               | 5  | Ignacio Zoco       |
| C               | 6  | Josep Maria Fusté  |
| A               | 7  | Amancio Amaro      |
| A               | 8  | Jesús María Pereda |
| A               | 9  | Marcelino Martínez |
| A               | 10 | Luis Suárez        |
| A               | 11 | Carlos Lapetra     |
| Allenatore:     |    |                    |
| José Villalonga |    |                    |

| P                 | 1  | Lev Yashin          |
| D                 | 2  | Viktor Shustikov    |
| D                 | 3  | Al'bert Šesternëv   |
| D                 | 4  | Ėduard Mudrik       |
| C                 | 5  | Valery Voronin      |
| D                 | 6  | Viktor Anichkin     |
| A                 | 7  | Igor Chislenko      |
| A                 | 8  | Valentin Ivanov     |
| A                 | 9  | Viktor Ponedelnik   |
| C                 | 10 | Aleksej Korneev     |
| A                 | 11 | Galimzyan Khusainov |
| Allenatore:       |    |                     |
| Konstantin Beskov |    |                     |